# Radio Mango
Radio Mango was een regionale radio voor West-Vlaanderen die eigendom was van Promotheus, Inc. n.v.

## Profiel
Wat oorspronkelijk begon als West-Vlaamse radiostation (een Roularta-product), werd later omgevormd tot Radio Mango. Begin de jaren 2000 kreeg Radio Mango een nationaal karakter toen het als radiostation van VTM werd gelanceerd (en TOPradio toen ook Kanaal 2 Radio werd).  Radio Mango kreeg presentatoren met bekende namen als Michel Follet (ex-Donna), Anne De Baetzelier (VTM-presentatrice) en Carl Schmitz (ex-TOPradio, ex-Q-music en huidig JOE fm). Wegens de onzekerheid van de wijzigingen in het frequentieplan en de komst van JIMtv werd Mango geklasseerd bij VTM.
Het station kwam weer in handen van Promotheus, Inc. n.v. Na de herindeling van de radiofrequenties werd Radio Mango een uitzendvergunning verleend voor de provincie West-Vlaanderen.  De zender profileerde zich onder de slagzin 'meer mooie muziek'.  Het centrum van de radio werd het Accent Business Park in Roeselare, van waaruit alles werd gestuurd doorheen de hele provincie.
Radio Mango steunde op drie grote pijlers: nieuws, muziek en het West-Vlaamse (regionale) karakter. Het was een regionaal radionetwerk met eigen lokale persmedewerkers die berichten over het West-Vlaams verenigingsleven, culturele sector en sport.
Medio 2007 werd Promotheus, Inc. n.v. verkocht aan Concentra Media Group en ging op in een samenwerkingsverband tussen andere provinciale radio's (o.a. Radio Go en Antwerpen1) in een nieuwe structuur, namelijk Nostalgie. Een station met eenzelfde naam is ook te beluisteren in Wallonië, al ligt de muzieklijn daar anders.

## Frequenties
Radio Mango was te ontvangen in West-Vlaanderen in Oostende (87.6 MHz (FM)), Brugge-Knokke (88.1 MHz), Ieper-Diksmuide-Veurne (101 MHz), Kortrijk-Waregem (88 MHz) en Roeselare-Torhout-Tielt (98.2 MHz).

## Bereik
Radio Mango bereikte dagelijks 42.800 luisteraars (CIM, mei 2005) met een marktaandeel van 14.9% voor de doelgroep 18-44. Per dag luisterde men gemiddeld 346 minuten naar deze radio.

## Programma's
- Muziek
- Regionaal Nieuws
- Verkeersinfo
- Nonstop
- Het weekend van Radio Mango (voormiddag: Tijs Neirynck, namiddag: Mathieu De Blauwe)
- De Wilde Wekker, Michel De Wilde
- Dolce Vita, Isabelle Uselli
- West@Work, Steven Leemans
- Buiten Westen, Tom Taffin
- Mango Cafe
- Verenigd West-Vlaanderen, Lorenzo Dejonghe
- Kruistocht, Jeroen Vercruysse
- Mango Classics, Geert De Baere
- Zachte Zijde, Sofie Gellynck